# Roseanne A. Brown
Roseanne A. Brown, född 26 augusti 1995, är en ghanansk-amerikansk författare som främst skriver science fiction och skönlitterära böcker för unga vuxna. Hon är mest känd för sin debutroman A Song of Wraiths and Ruin, som låg på New York Times bestseller-listan.

## Biografi
Brown föddes i Kumasi, Ghana, den 26 augusti 1995. Hon emigrerade vid tre års ålder till USA tillsammans med hennes familj. Hon tog kandidatexamen i journalistik från University of Maryland. Brown har jobbat för flera företag som journalist, exempelvis Voice of America.

### Karriär
Brown inspirerades från ghananska folksagor när hon skrev sin debutroman A Song of Wraiths and Ruins. Den gavs ut av förlaget HarperCollins år 2020 och blev en New York Times Bestseller. Uppföljaren, A Psalm of Storms and Silence, publicerades i november 2021.
2021 meddelade Rick Riordan Presents att de hade rättigheterna till att publicera Browns bok Serwa Boateng’s Guide to Vampire Hunting. Den släpptes den 6 september 2022.
Marvel annonserade 2021 att Brown tillsammans med illustratörerna Dika Araújo, Natacha Bustos och Claudia Aguirre skulle skriva en serieroman baserad på superhjälten Black Panther. Serieromanen hette Shuri and T'Challa: Into the Heartlands och släpptes den 19 april 2022.